# Coy Stewart
Tyson Coy Stewart (Columbia, Carolina del Sur; 24 de junio de 1998) es un actor estadounidense. Es más conocido por su papel como Jason "Flint" Mackenzie en Agents of S.H.I.E.L.D.. También como Kevin Kingston en la serie de TBS Are We There Yet? y Troy Dixon en la serie de Nickelodeon Bella and the Bulldogs.

## Primeros años
Stewart nació en Columbia, Carolina del Sur. Su interés por la actuación comenzó después de recitar líneas populares de series de televisión. Luego se unió a una agencia de talentos en Columbia, DeAbreu Modeling and Consulting, antes de interpretar el rol de Travis en una producción teatral de A Raisin in the Sun.

## Carrera
En 2010 comenzó a trabajar en la serie de comedia Are We There Yet? de la cadena TBS en el papel de Kevin Kingston. También actuó como personaje principal de la serie de PBS The Electric Company, en el papel de Marcus Barnes. Luego, fue estrella invitada en la serie original de A&E The Glades.
El 13 de marzo de 2011 ganó el premio de Arte Joven para el mejor actor joven en una comedia o drama. En enero de 2012, el padre de Coy publicó un libro de no ficción titulado The Unlikely Journey, donde narra el viaje de Coy en el negocio del entretenimiento.
Entre 2015 y 2016, dio vida a Troy Dixon en la serie original de Nickelodeon Bella and the Bulldogs.
En 2018 Stewart aparece en la quinta temporada de la serie de la cadena ABC Agents of S.H.I.E.L.D. en el papel de un joven inhumano llamado Flint, el cual posee el poder de controlar las rocas.

## Filmografía

### Cine
| Año  | Título                        | Personaje    | Notas |
| ---- | ----------------------------- | ------------ | ----- |
| 2015 | Jingle Hit Factory: Detention | Devin        | Corto |
| 2015 | Throwing Snowballs            | Troy         | Corto |
| 2015 | Christian                     | Christian    | Corto |
| 2017 | Devil's Whisper               | Gavin        |       |
| 2017 | Deadly Detention              | Kevin        |       |
| 2017 | House Of The Witch            | Dax          |       |
| 2018 | The Judgment of Kyle Noble    | Malik Martin | Corto |
| 2022 | I, Challenger                 | Logan        |       |

### Televisión
| Año           | Título                              | Personaje                         | Notas                                                |
| ------------- | ----------------------------------- | --------------------------------- | ---------------------------------------------------- |
| 2010          | The Glades                          | Declan                            | Episodio: "Mucked Up"                                |
| 2010–12       | Are We There Yet?                   | Kevin Kingston-Persons            | Reparto principal                                    |
| 2011          | The Electric Company                | Marcus Barnes                     | Reparto principal (T 3)                              |
| 2013          | Good Luck Charlie                   | Warren                            | Episodio: "The Bug Prom"                             |
| 2015          | Nickelodeon's Ho Ho Holiday Special | Él mismo                          |                                                      |
| 2015–16       | Bella and the Bulldogs              | Troy Dixon                        | Reparto principal                                    |
| 2016          | NCIS                                | Brandon Conway                    | Episodio: "Home of the Brave"                        |
| 2016–presente | WTH: Welcome to Howler              | Xavier                            | Reparto principal                                    |
| 2017          | House of the Witch                  | Dax                               | Película de televisión                               |
| 2017–20       | Marvel's Agents of S.H.I.E.L.D.     | Flint                             | 9 Episodios                                          |
| 2019          | The Blacklist                       | Vontae Jones                      | 6 Episodios                                          |
| 2019–2020     | Mr. Iglesias                        | Lorenzo                           | 16 Episodios                                         |
| 2020          | Kipo and the Age of Wonderbeasts    | Benson                            | Voz. Reparto principal                               |
| 2022          | Grey's Anatomy                      | Compañero de cuarto universitario | Episodio: “Wasn’t Expecting That”                    |
| 2022          | Family Reunion                      | Dios Sol                          | Episodio: "Remember the New Addition to the Family?" |

### Vídeos musicales
| Año  | Título         | Artita                         |
| ---- | -------------- | ------------------------------ |
| 2017 | 1-800-273-8255 | Logic ft. Alessia Cara, Khalid |